# Armend Zemaj
Armend Zemaj (ur. 13 września 1976 w Dečani) – poseł do Zgromadzenia Kosowa z ramienia Demokratycznej Ligi Kosowa w latach 2013–2017.

## Życiorys
Od 17 lipca 2014 do 10 maja 2017 był posłem do Zgromadzenia Kosowa z ramienia Demokratycznej Ligi Kosowa.